# Lucrezia Marinella
Lucrezia Marinelli, seudónimo de Lucrezia Marinella Vacca (Venecia, 1571-9 de octubre de 1653) fue una escritora, teóloga y poeta italiana, humanista veneciana, defensora de los derechos de las mujeres a mediados de la Edad Moderna. Perteneció al pequeño grupo de mujeres que desde mediados del siglo XIV al XVI reivindicaron su acceso al saber y una vez introducidas al mismo, asimilando y aplicando el procedimiento humanístico refutaron críticamente la adversa tradición que consideraba a las mujeres inferiores. Es conocida por su tratado La nobleza y excelencia de las mujeres y los defectos y vicios de los hombres (1600), una obra que participa en la controversia literaria denominada «querelle des femmes» sobre la situación de la mujer y su subordinación social. Escribe también vidas de santas: Coloma, Justina, `Clara de Asís, Catalina de Siena y la propia María donde destaca el valor y la libertad con la que vivieron como seres creados a imagen de la divinidad.

## Biografía
Lucrezia Marinella era hija de Giovanni Marinelli, un filósofo e ilustre médico especializado en enfermedades femeninas originario de Módena. Ejerció la medicina en Venecia, editó a Hipócrates y escribió diversas obras como libros de recetas para el cuidado del cuerpo femenino para restablecer el equilibrio natural y un tratado de remedios para enfermedades de las mujeres. No se conoce información sobre su madre.
Los datos a partir de la lectura de sus escritos muestran un vasto bagaje cultural que comprende filosofía clásica, literatura latina, filosofía platónica renacentista, la literatura vulgar (desde Dante, Boccaccio y Petrarca hasta sus contemporáneos) y la historia.
Escribió novelas, algunas de las cuales trataban sobre el bienestar, higiene y belleza de las mujeres. Aunque su padre no era oriundo de Venecia, Lucrezia y su familia eran «cittadinaza». Su hermano Curzo Marinella también era médico y ella se casó con el médico Girolamo Vacca. Ninguno de sus hijos nació en Venecia.
Es posible que fuera su padre el eslabón entre sus estudios privados y la escritura y el mundo de los círculos literarios venecianos. Lucrezia no recibió presiones para contraer matrimonio, y por provenir de una familia de un profesional su padre la alentó en sus estudios. Aunque las actividades literarias de Lucrezia le dieron fama, vivió una vida de reclusión. No viajó, a excepción de visitar las ermitas locales, no existe evidencia que se haya reunido con otros autores y no existen registros de que haya concurrido a reuniones en academias externas.

## Las mujeres en la Edad Media tardía
Los derechos de las mujeres y la igualdad de la mujer ocuparon una parte importante de la vida de Lucrezia. Trata el tema de la desigualdad en la instrucción y la marginalidad injusta de la mujer, planteando la resistencia de los hombres a abandonar el poder. Si las mujeres tienen la misma «alma razonable» que tienen los hombres e incluso más noble, entonces ¿por qué más perfectamente no pueden aprender de las mismas artes y ciencias que aprenden los hombres? Marinelli utiliza argumentos literarios y poéticos para defender no la igualdad sino la superioridad de las mujeres. El argumento de la belleza femenina se convierte en una nueva concepción de la dignidad del cuerpo femenino.
«Marinelli no limitará su apología a la fórmula celebrativa de los tratados sobre “nobleza y excelencia” femeninas sino que, exhibiendo un nuevo orden del discurso, sustituirá el encomio por la ostentación de la “superioridad” del género femenino», señala Rosa Rius Gatell, estudiosa de su obra. Marinelli, para rebatir el argumento de la inferioridad femenina, expondrá los motivos naturales, morales, históricos y filosóficos que demuestran lo contrario. «Para apoyar su juicio buscará en la literatura antigua y reciente, así como en la historia pasada y presente los ejemplos de mujeres fuertes, intrépidas, racionales, cultas, prudentes, guerreras y sabias que desmintieran el tenaz mito».
Lucrezia Marinella participa así en la «querelle des femmes», el debate literario sobre la naturaleza y la situación de la mujer iniciado en torno al 1500 y que continúa hasta el final del Renacimiento.

## Obras

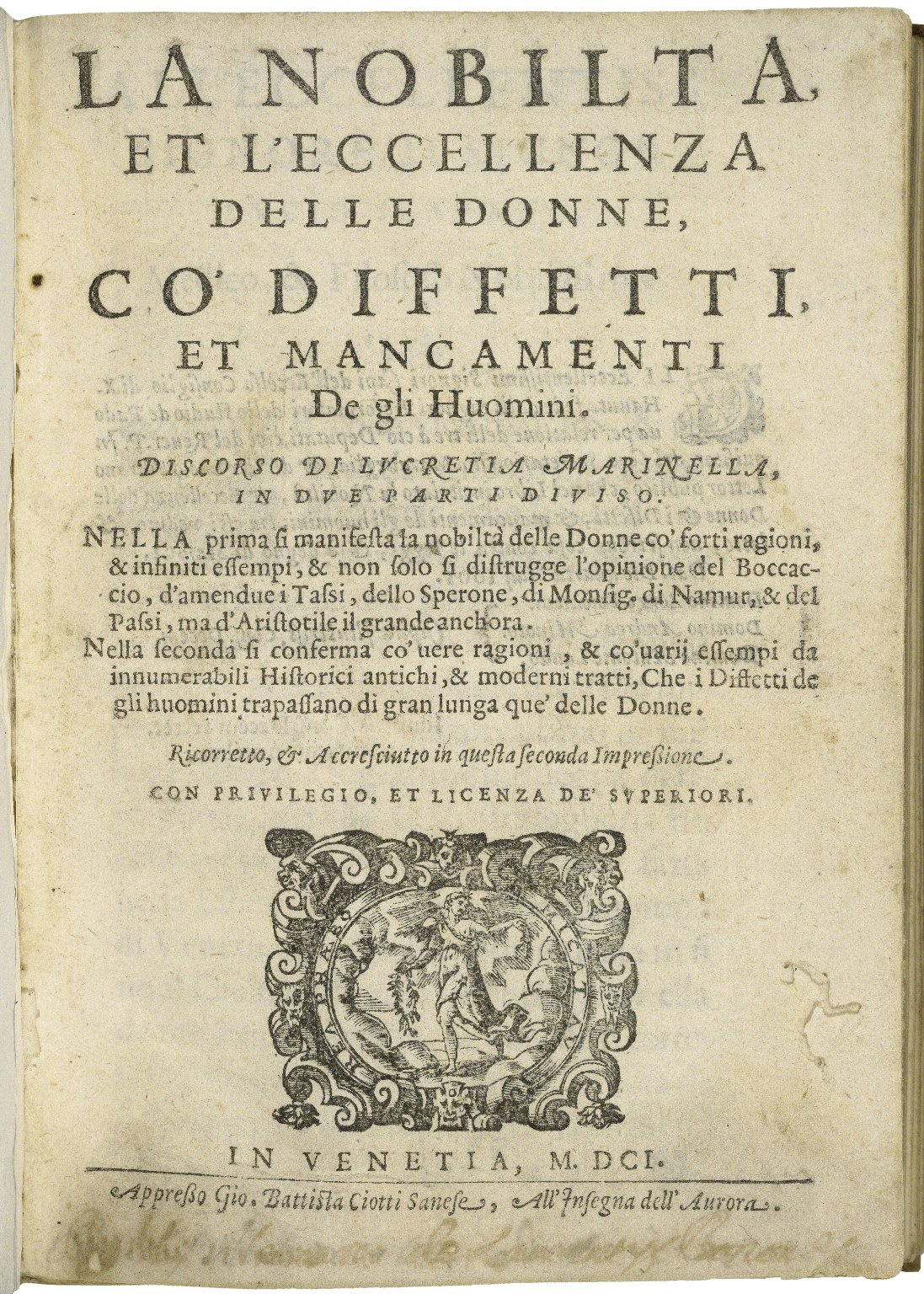
Portada de 1601 de La nobilita, et l'eccellenza delle donne

Marinella era una consumada escritora de muchos géneros. Sus obras van desde los comentarios filosóficos sobre la poesía a las obras religiosas y se inspiraba con frecuencia en una amplia variedad de fuentes incluidas obras científicas y mitológicas. Escribió diversas obras de carácter espiritual, entre ellas vidas y gestas de los santos: san Francisco, santa Clara, santa Justina, santa Catalina y la Vita di Maria Vergine.
Lucrezia también escribió en estilo de novela pastoril, como por ejemplo en Arcadia Felice. Este género tradicionalmente estaba limitado a los autores varones y los personajes eran hombres, sin embargo Arcadia Felice explora el amor y el erotismo como un elemento de la trama en vez de una resolución.
Durante su existencia, Marinella publicó diez libros, tuvo hiatos de producción de hasta diez años de silencio entre sus obras, especialmente tras contraer matrimonio con Girolamo Vacca, entre 1606 y 1617. Su primer poema data de 1600.
En 1600 publica La nobilità et l'eccellenza delle donne co'diffetti et mancamenti de gli huomini, en respuesta a una diatriba de Giuseppe Passi —uno de los mayores detractores de las mujeres de ambiente postridentino— sobre los defectos de las mujeres, I donneschi difetti (Venecia y Milán, 1599). Marinella tomó la primera parte de su título de la traducción italiana de un supuesto texto anónimo francés, Della nobilita et eccellenza delle donne, impreso en Venecia en 1549. El libro era una larga relación de la tradición misógina de censuras contra las mujeres y un alegato en su defensa. En el mismo plantea un ataque sobre los hombres por exactamente los mismos vicios de los que Passi ha osado acusar a las mujeres. Marinella fue la primera mujer en Italia en polemizar con un hombre por escrito y fue la única vez que escribió explícitamente sobre la misoginia de Passi.
En la obra Enrico, Marinella eligió un tema religioso y político, con elementos de sus obras previas. Señaló la exclusión de las mujeres en el debate político de la época. En la obra expresó el orgullo patriótico por Venecia y relató una versión veneciana de los eventos de la Cuarta Cruzada, de la cual no existía ningún documento veneciano contemporáneo. Este momento en la historia de Venecia recuerda su destino e importancia. En Enrico, Marinella elige escribir en uno de los géneros literarios más excelsos de su tiempo que, por razones culturales, no era apreciado en Venecia. Las mujeres guerreras de Marinella en Enrico utilizan armaduras masculinas con gracia y dignidad, se las describe como respetables en obra y pensamiento, vírgenes castas. Arcadia Felice recoge la idea de que el amor es restrictivo para la mujer y va en contra de su libertad y creatividad.
En otra de las obras de Lucrezia titulada Amoro Innamorato et Impazzato: «En Exhortaciones, sin embargo, Marinella parece retractarse por completo, alabando la domesticación total de las mujeres y sugiriendo en los términos más firmes que deben evitar actividades académicas. Según sus argumentos, las mujeres deben permanecer en lo que yo denominaría anacrónicamente la esfera privada, dejando el mundo de la política y la filosofía a los hombres. Al igual que muchas de sus contemporáneas, utiliza las ideas de los autores clásicos para argumentar... Argumenta a favor de la reclusión de las mujeres, valorando especialmente las habilidades de las mujeres para gestionar el hogar y educar a sus hijos y asigna toda la virtud femenina a las artes domésticas». También lamenta la situación de las mujeres en cuanto a la literatura y en su última obra, Essortationi alle donne, alienta a las mujeres a evitar seguir una carrera literaria. Sobre la reclusión, Lucrezia escribió: «Yo he escrito esto en mi libro titulado La nobleza y la excelencia de las mujeres, pero ahora al considerar el tema desde una posición más madura, soy de la opinión que no es el resultado de un proceso de manipulación consciente ni de la acción de un alma enojada, sino del albedrío y la providencia de la naturaleza y Dios».

## Vida personal e influencia
Francesco Agostino della Chiesa la describió como «una mujer de gran elocuencia y conocimientos» y afirmó que «sería imposible sobrepasarla». Cristofero Bronzino indicó que su prosa y poesía eran excepcionales, sus composiciones sacras eran muy buenas y era una gran experta en filosofía moral y natural. Arcangela Tarabotti expresó que era una de sus más grandes admiradoras, aunque hacia el final de su vida indicó que la había atacado. Marinella dedicó La nobleza y la excelencia de las mujeres a Lucio Scarano, un doctor y amigo de su padre que se interesó especialmente por su formación literaria. Inclusive la llamó «La joya de nuestro siglo» y la comparó con la poetisa griega Corinna. Marinella dedicó su poema Amoro Innamorato et Impazzato a una mujer, la duquesa de Mandua, Caterina Medici.
Se casó con el médico Girolamo Vacca, y de su testamento se deduce que tuvo dos hijos, Antonio y Paulina.
Murió de malaria a los 82 años en Campiello dei Squillini, en Venecia, el 9 de octubre de 1653. Fue enterrada en la iglesia parroquial cercana a S. Pantaleone.

## Publicaciones
- Marinella, L. , 1595, La Colomba sacra, Poema eroico. Venice.

- 1597, Vita del serafico et glorioso San Francesco. Descritto in ottava rima. Ove si spiegano le attioni, le astinenze e i miracoli di esso, Venice.

- 1598, Amore innamorato ed impazzato, Venice.

- 1601a, La nobiltà et l'eccellenza delle donne co' diffetti et mancamenti de gli uomini. Discorso di Lucrezia Marinella in due parti diviso, G , Venice.

- 1601b, The Nobility and Excellence of Women, and the Defects and Vices of Men, Dunhill, A. (ed. and trans.), Chicago: The University of Chicago Press, 1999.

- 1602, La vita di Maria vergine imperatrice dell'universo. Descritta in prosa e in ottava rima, Venice.

- 1603, Rime sacre, Venice.

- 1605, L'Arcadia felice, Venice.

- 1605a, L'Arcadia felice, F. Lavocat (ed.), Florence: Accademia toscana di scienze e lettere, ‘La Colombaria’ 162, 1998.

- 1605b, Vita del serafico, et glorioso San Francesco. Descritto in ottava rima, Venice.

- 1606, Vita di Santa Giustina in ottava rima, Florence.

- 1617, La imperatrice dell'universo. Poema heroico, Venice.

- 1617a, La vita di Maria Vergine imperatrice dell'universo, Venice.

- 1617b, Vite de' dodeci heroi di Christo, et de' Quatro Evangelisti, Venice.

- 1624, De' gesti heroici e della vita meravigliosa della serafica Santa Caterina da Siena, Venice.

- 1635, L'Enrico ovvero Bisanzio acquistato. Poema heroico, Venice.

- 1645a, Essortationi alle donne et a gli altri se a loro saranno a grado di Lucretia Marinella. Parte Prima, Venice.

- 1645b, Exhortations to Women and to Others if They Please, L. Benedetti (ed. and trans.), Toronto: Centre for Reformation and Renaissance Studies, 2012.[9]

### En español
- Cagnolati, Antonella; Lucrezia Marinelli Vacca, De la nobleza y excelencia de las mujeres. ArCiBel Editores. 2013 ISBN 9788415335351[24]

### En otros idiomas
- Luca Piantoni, Mirabile cristiano ed eloquenza sacra in Lucrezia Marinelli, in Poesia e retorica del Sacro tra Cinque e Seicento, a cura di Elisabetta Selmi, Erminia Ardissino, Alessandria, Edizioni Dell'Orso, 2009, pp. 435–445.
- Westwater, Lynn Lara. "The disquieting voice: Women's writing and antifeminism in seventeenth-century Venice (Italy, Lucrezia Marinella, Sara Copio Sullam, Arcangela Tarabotti)." Dissertation Abstracts International. Section A: Humanities And Social Sciences 64, no. 10 (2003): 3705. Women's Studies International, EBSCOhost
- Putnam, Christie-Anne, and Anna Riehl. "Lucrezia Marinella and the "Querelle des Femmes" in Seventeenth-Century Italy." Sixteenth Century Journal 41, no. 4 (Winter 2010 20010): 1200-1201. Academic Search Complete, EBSCOhost
- Byars, Jana. "Byars on Marinella." H-Net Reviews In The Humanities & Social Sciences (December 2012): 1-2. Academic Search Complete, EBSCOhost
- Payne, Lynda Stephenson. "The Nobility and Excellence of Women and the Defects and Vices of Men (Book)." ISIS: Journal Of The History Of Science In Society 92, no. 4 (December 2001): 779.Academic Search Complete, EBSCOhost
- Marinella, Lucrezia, and Anne Dunhill. 1999. The nobility and excellence of women, and the defects and vices of men. Chicago: University of Chicago Press.
- Lucrezia Marinella. De’ gesti eroici e della vita maravigliosa della Serafica S. Caterina da Siena De’ gesti eroici e della vita maravigliosa della Serafica S. Caterina da Siena by Lucrezia Marinella
- Deslauriers, Marguerite, "Lucrezia Marinella", The Stanford Encyclopedia of Philosophy (Winter 2012 Edition), Edward N. Zalta (ed.)